# Angels of Love
Angels of Love è il sedicesimo album in studio del chitarrista Yngwie Malmsteen. L'album è interamente composto da tracce strumentali, rimaneggiamenti perlopiu' acustici di suoi brani, ad eccezione dell'originale "Ocean Sonata".  

## Tracce
1. Forever One (Malmsteen) - 4:49
2. Like an Angel (Malmsteen)
3. Crying (Malmsteen) - 6:02
4. Brothers (Of the Apocalypse) (Malmsteen) - 6:00
5. Memories (Malmsteen) - 4:09
6. Save Our Love (Malmsteen) - 6:18
7. Ocean Sonata (Malmsteen) - 6:14
8. Miracle of Life (Malmsteen) - 4:31
9. Sorrow (Malmsteen) - 2:52
10. Prelude to April (Malmsteen) - 4:41

## Formazione
- Yngwie Malmsteen - chitarra, cello, tastiere, sintetizzatori
- Michael Troy Abdallah - tastiere addizionali